# 情無用の街
『情無用の街』（なさけむようのまち、原題：The Street with No Name）は、1948年に公開されたアメリカ映画。
本作は、ハリー・クレイナーがFBIの記録をもとに脚本を書き、実際に起こった事件を描いたセミドキュメンタリー作品である。

## ストーリー
5日間で2件の襲撃殺人事件が起こる。調査すると、2件の事件で用いられた銃は同じものであることが判明する。そこで、フーバー長官はジョージ・A・ブリッグス警部を捜査責任者に任命し、FBIは捜査を開始する。捜査した結果、ロバート・ダンカーという男が容疑者として浮上するが、彼にアリバイがあることがわかる。ブリッグス警部が彼に会いに行くと、ジョン・スミスという人物が保釈金を払い釈放されていた。その夜、ダンカーが殺害されているのが見つかり、FBIのジーン・コーデルはダンカーの行動を知るため、潜入捜査を始める。
街に来たコーデルはジョージ・マンリーとして暮らし、次第に顔を知られてきた。コーデルは、ボクシングのジムでオーナーだというアレック・スタイルズに会う。その後、ダンカーと同じ状況を作り出すため、コーデルはマンリーとして逮捕されることになり、FBIは偽の犯罪記録を作成し、彼を釈放する。街に戻ったコーデルは、アレックに会い組織に誘われる。誘いを受けた彼は、襲撃事件がアレック一味の犯行であることを確信し、FBIに報告する。コーデルが街を出たことで、アレックの部下に疑われるがやり過ごす。そして、アレック一味は襲撃計画を立て始めた。それをFBIに報告するコーデルだったが、見張っているFBIの情報を何者かが流し、アレックは計画を中止する。
アレックのアジトに忍び込んだコーデルは、銃弾を手に入れるがアレックと鉢合わせしそうになるが逃げ切る。しかし、アレックは侵入者を調べるため、銃の指紋の照合をFBIの内通者であるラルフ・デモリーに頼む。すると、コーデルのものであることが判明する。一方、コーデルが送った銃弾が、2件の事件に使われたものと一致したことで、フーバー長官がアレック一味と内通者のデモリーの逮捕命令が通達される。だが、身元がばれたコーデルは、アレックに工場の金庫を開けるよう言われ開けると、始末されそうになる。そのとき、FBIが工場に乗り込み、アレック一味は全員が射殺された。

## キャスト
| 役名                        | 俳優                     | 日本語吹替 |
| 役名                        | 俳優                     | テレビ版   |
| --------------------------- | ------------------------ | ---------- |
| ジーン・コーデル            | マーク・スティーヴンス   | 金内吉男   |
| アレック・スタイルズ        | リチャード・ウィドマーク | 大塚周夫   |
| ジョージ・A・ブリッグス警部 | ロイド・ノーラン         | 大木民夫   |
| ジュディ・スタイルズ        | バーバラ・ローレンス     |            |
| バーナード・ハーマッツ署長  | エド・ベグリー           |            |
| サイ・ゴードン              | ジョン・マッキンタイア   | 保科三良   |

- TV版：1969年12月6日放映 NET『土曜映画劇場』

## スタッフ
- 監督：ウィリアム・ケイリー
- 脚本：ハリー・クレイナー
- 製作：サミュエル・G・エンゲル
- 撮影：ジョセフ・マクドナルド
- 編集：ウィリアム・レイノルズ
- 音楽：ライオネル・ニューマン